# ワイズマン (アラスカ州)
ワイズマン (Wiseman) とはアメリカ合衆国アラスカ州にある村。
ブルックス山脈付近に位置し、人口は16人（2008年推計）程度の丸木小屋の集落地である。かつてゴールドラッシュ時期のアラスカで栄えたところである。1900年代初頭ノーランクリーク （Nolan Creek）とハモンド川（Hammond River）で金脈が発見され、1907年に町が設立されコユークク川渓谷の鉱山の供給の中心地となる。それまで南22Kmにあるコールドフットが鉱山の供給地だったが、ワイズマンに移った。ワイズマンの名は当初、ライツやノーランと呼ばれていたが、1923年に現在のワイズマンと呼ばれる様になった。ピーク時の1910年には人口が300人になるなどワイズマンは金鉱の供給地として栄えた。郵便局が1909年から1956年に運営され、貨物輸送や学校が1934年から1941年まで運営された。学校は後にコミュニティセンターで運営されるが、2002年11月に閉鎖されている。1970年ワイズマン沿いにアラスカにおける石油パイプラインとダルトンハイウェイが建設された。
2020年国勢調査によると人口はわずか5人で、うち4人が白人、1人がアラスカ先住民である。2010年国勢調査では人口は14人で、うち13人が白人、1人が白人と先住民の混血と回答していた。
フローレンス・ジョナス（Florence Jonas、カルファブック、Kalhabuk）はワイズマン最後のエスキモーの女性の居住者である。1979年に82歳で他界するが、彼女を称えて、ワイズマン唯一の教会と、近くの山に彼女のエスキモー名のカルファブックの名が名付けられた。
近くにジャップクリーク（日本人の小川、Jap Creek）と命名された小川があるが、この小川沿いにアラスカ物語でしられる日本人フランク安田やジェームス・ミナノの丸木小屋があったとされている。2人はワイズマンで一時期働いていた。